# 薄樹人
薄樹人（1934年11月10日—1997年9月22日），男，江蘇蘇州人，中國天文史学家。

## 生平
薄樹人生於上海市。1946年考入市西中學。1957年畢業於南京大學數學天文系，同年進中國科學院自然科學史研究所工作。1983年至1987年任副所長。
1997年8月因肝硬化住進北京地壇醫院，同年9月22日逝世。

## 社会兼职
曾任中国天文学会第五、六、八屆理事，中国科学技术史学会常務理事。

## 学术贡献
薄樹人主力於中國天文學史的研究，發表論文五十餘篇，主編《中國天文學史》（台灣文津出版社、科學出版社出版），《中國大百科全書‧天文學》、《中國天文學史大系 （页面存档备份，存于）》（共十大冊，中國科學技術出版社2008年─2009年出版）、《中國天文學史文集》等。

## 主要書目
- 《中國文化史叢書‧中國天文學史》薄樹人 主編，石雲里、孫小淳、胡鐵珠、馮時、鹿通 執筆，台灣文津出版社1996年5月初版，ISBN 957-668-360-2
- 《中國天文學史》《中國天文學史》整理研究小組 編，科學出版社1981年5月初版
- 《薄樹人文集》，中國科學技術大學出版社2003年8月初版，ISBN 7-312-01584-0